# Busto de Gustave Eiffel por Antoine Bourdelle
El busto de Gustave Eiffel por Antoine Bourdelle es un retrato en busto de Gustave Eiffel, realizado en bronce dorado por Antoine Bourdelle e instalado en 1929 bajo la Torre Eiffel, al pie de la pata norte.

## Descripción
El busto mide 123 centímetros de altura y existe un estudio de 59 centímetros de altura conservado en el museo Bourdelle y otro de 29 centímetros conservado en el museo de Orsay. Reposa sobre una estela de piedra, obra realizada por Auguste Perret con la colaboración de André Granet.

## Historia
El busto fue inaugurado el 2 de mayo de 1929 en presencia entre otros del general Ferrié (iniciador de la instalación de la antena TSF en la punta de la torre Eiffel), de Louis Germain-Martin (subsecretario del Estado en Postes, télégraphes et téléphones), de Léon Guillet (director de la École centrale de Paris donde Eiffel se formó), y de Georges Lemarchand (presidente del concejo municipal de París)

## Galería de imágenes

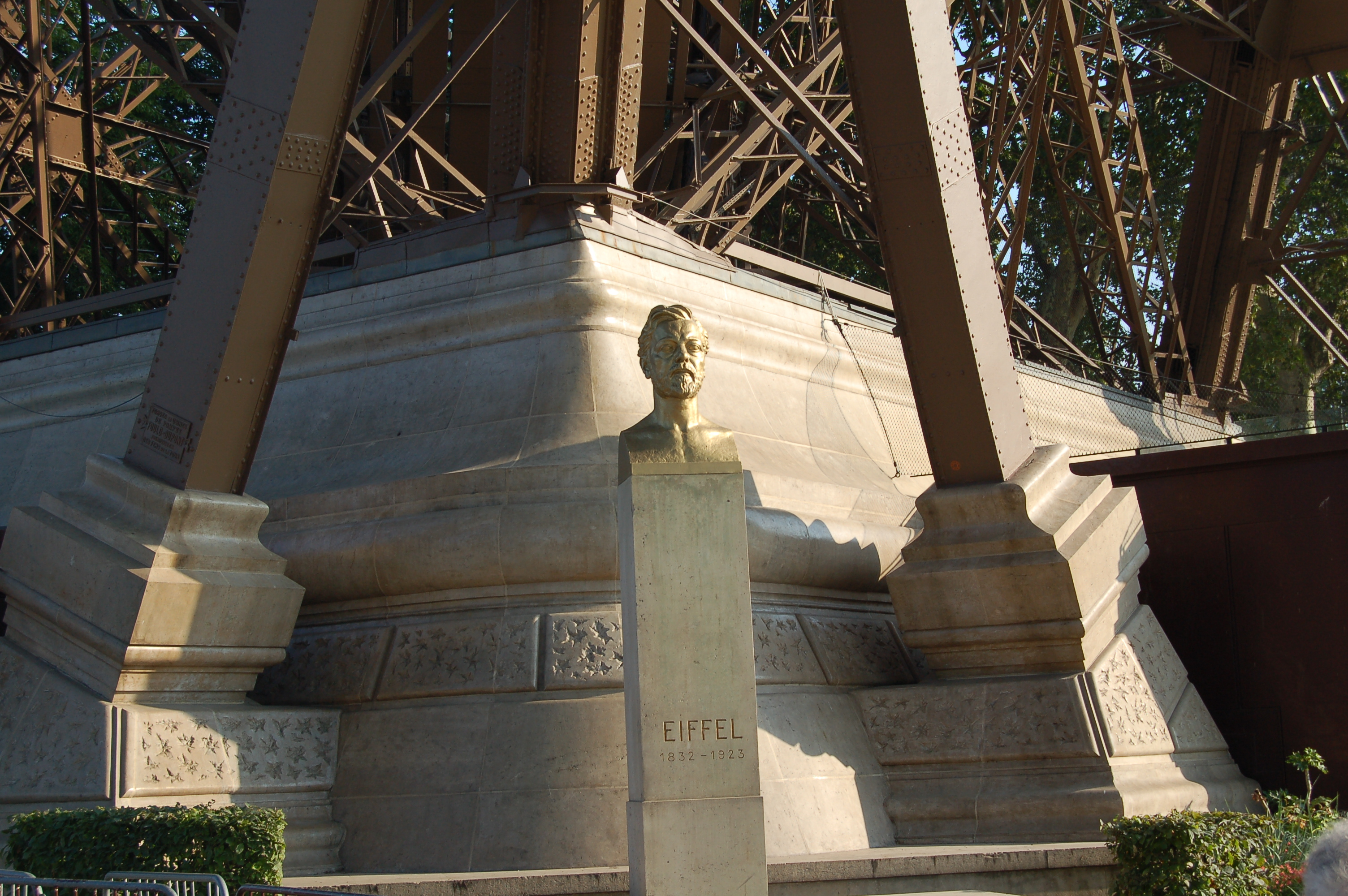
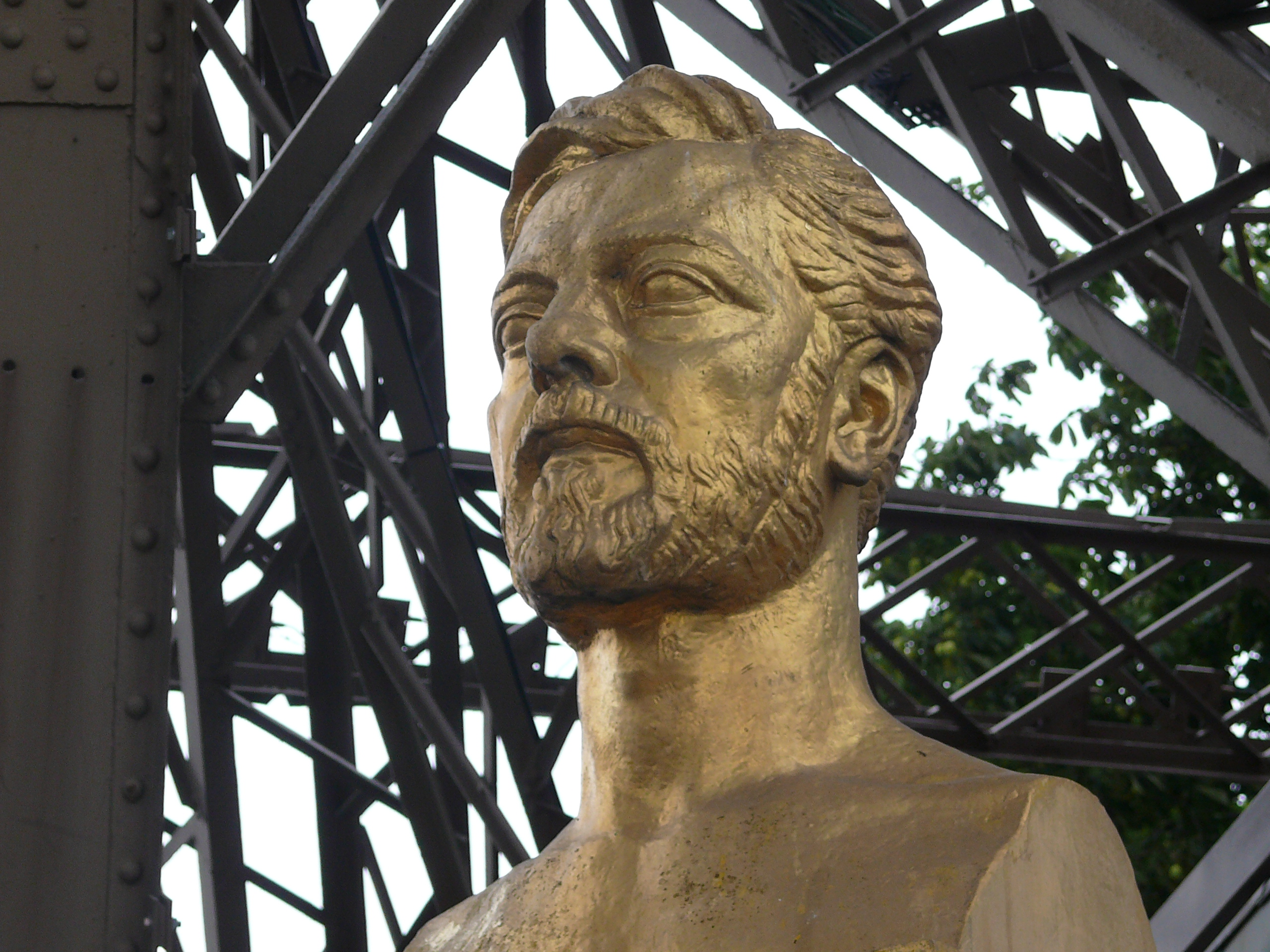
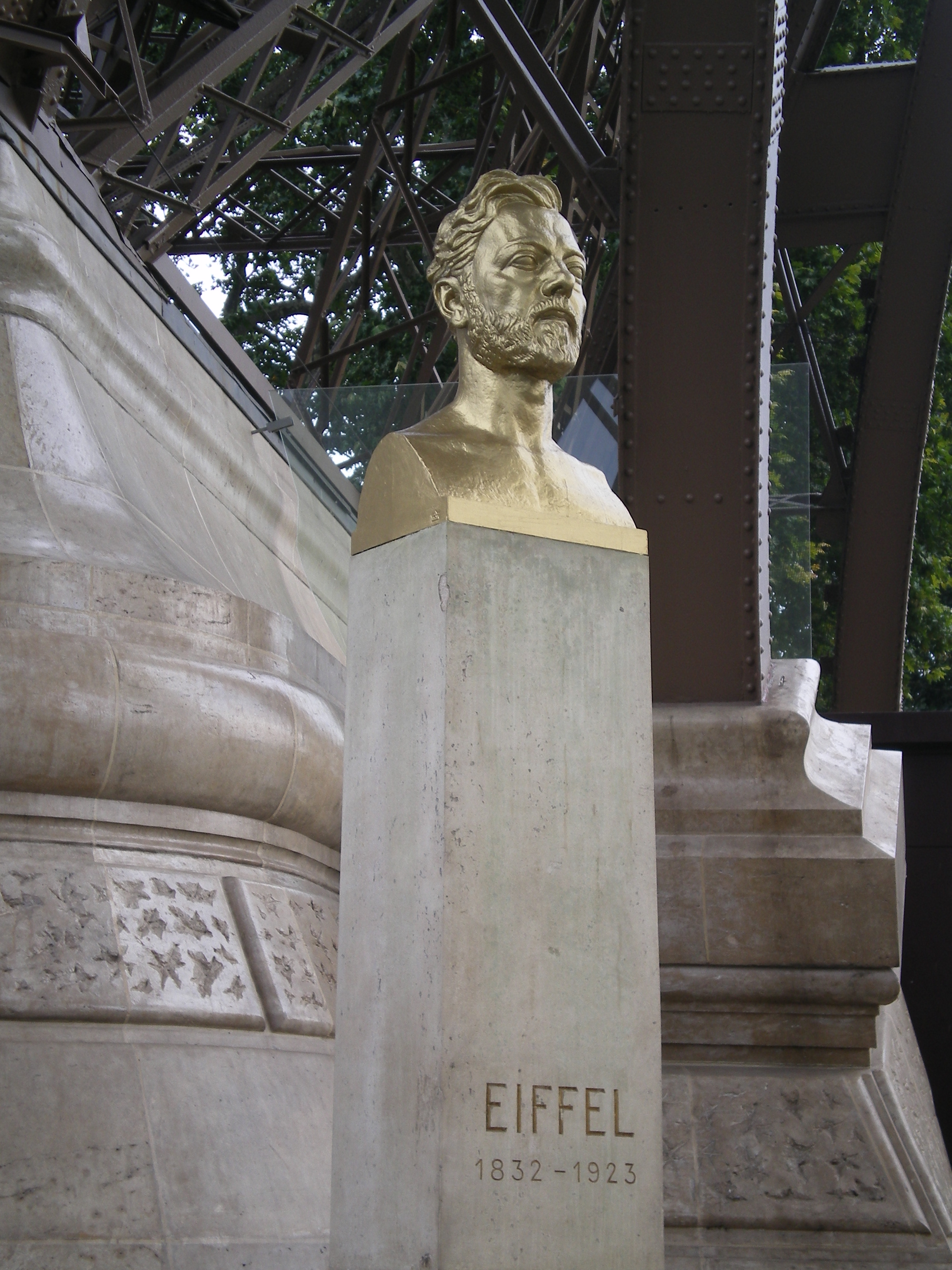
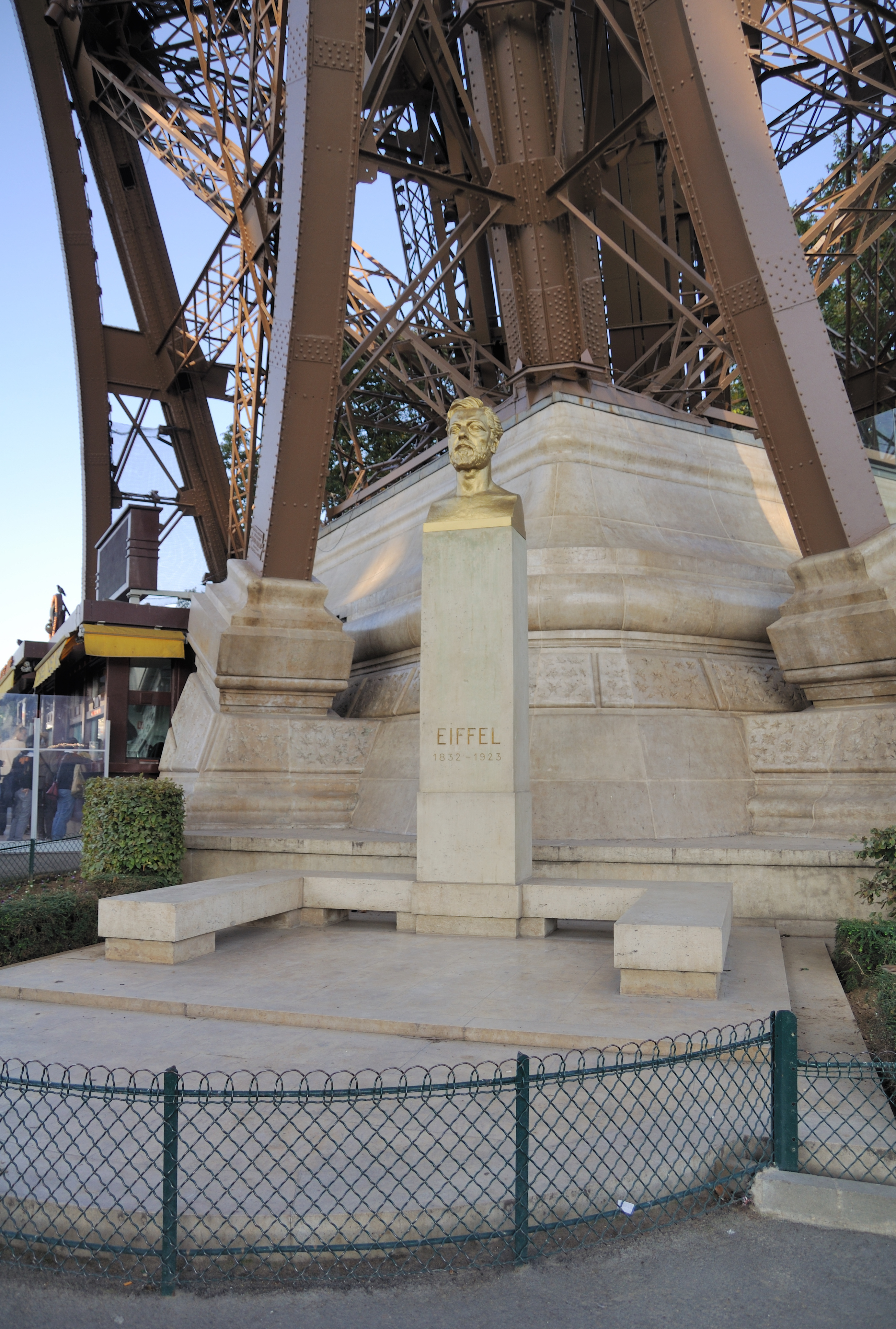